# Rock Band 2

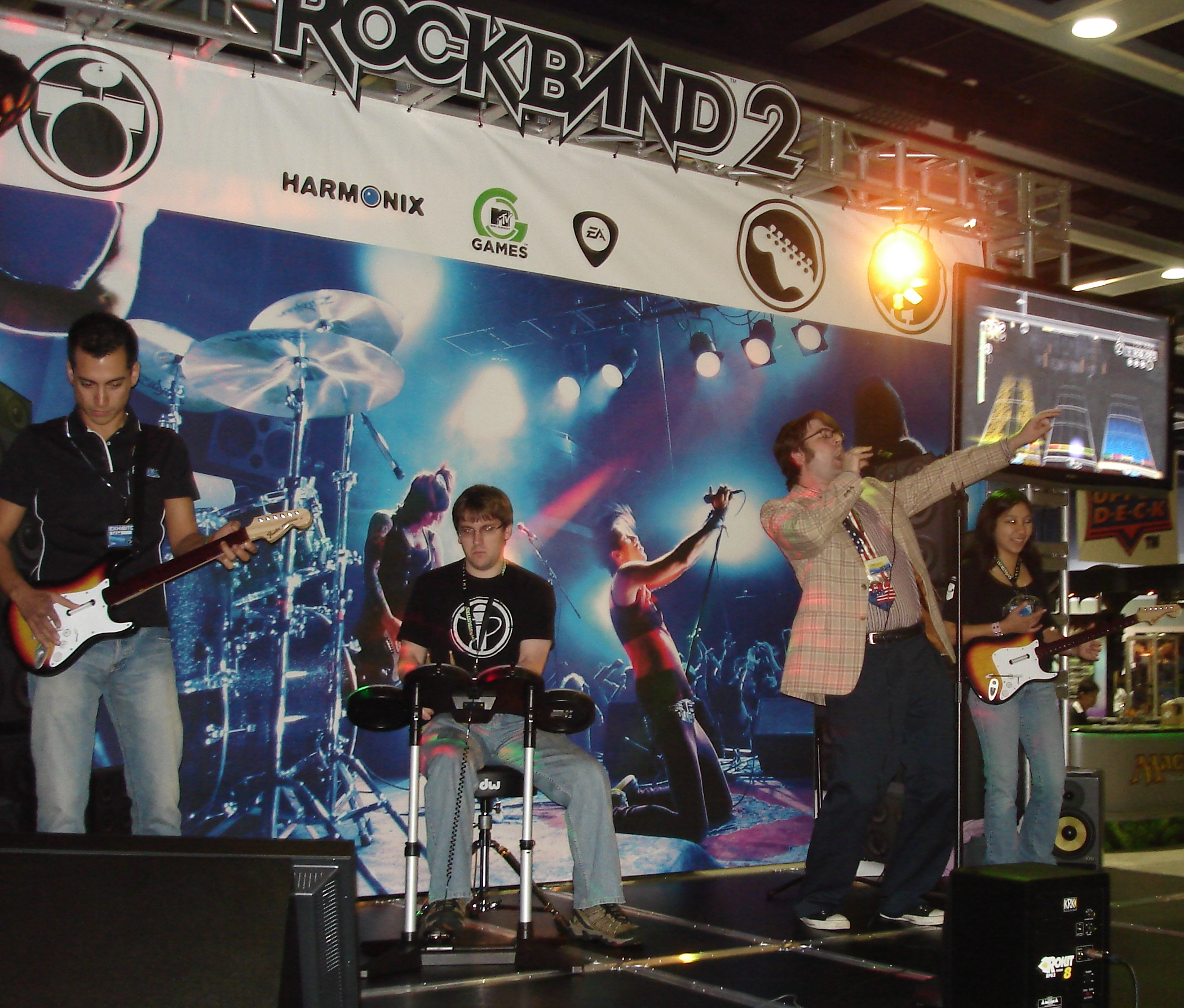
Pessoas jogando Rock Band 2 no Penny Arcade Expo em Seatle, Washington.

Rock Band 2 é um jogo de vídeo game desenvolvido pela Harmonix Music Systems sendo a segunda versão da série Rock Band. O jogo foi lançado em setembro de 2008 para a plataforma Xbox 360. As plataformas Playstation 3, Playstation 2 e Wii só foram liberadas no fim do ano. Os controles guitarra e bateria foram melhorados, mesmo mantendo a retrocompatibilidade com os controles das versões anteriores. Novas características incluem o "Drum Trainer" (treino de bateria), "Battle of the Bands" (batalha das bandas) e compatibilidades online do "World Tour" (turnê mundial). O jogo possui 84 canções e todos os downloads são compatíveis. Foi o terceiro jogo mais vendido nos EUA em setembro de 2008, vendendo 363.000 cópias.
Em dezembro de 2022, a Epic Games – proprietária dos estúdios Harmonix desde 2021 – anunciou que os servidores e todos os serviços online seriam desligados em 24 de janeiro de 2023.

## Músicas
- "Ace Of Spades' 08" - Motörhead
- "Alabama Gateway" - Grateful Dead
- "Alex Chilton"  - The Replacements
- "Alive" - Pearl Jam
- "Almost Easy" - Avenged Sevenfold
- "American Woman" - The Guess Who
- "Any Way You Want It" - Journey
- "Aqualung" - Jethro Tull
- "Bad Reputation" - Joan Jett
- "Battery" - Metallica
- "Bodhisattva" - Steely Dan
- "Carry On Wayward Son" - Kansas
- "Chop Suey!" - System of a Down
- "Colony of Birchmen" - Mastodon
- "Come Out and Play (Keep 'Em Separated)" - The Offspring
- "Cool for Cats" - Squeeze
- "De-Luxe" - Lush
- "Down with the Sickness" - Disturbed
- "Drain You" - Nirvana
- "E-Pro" - Beck
- "Everlong" - Foo Fighters
- "Eye of the Tiger" - Survivor
- "Feel the Pain" - Dinosaur Jr.
- "Float On" - Modest Mouse
- "Girl's Not Grey" - AFI
- "Give It All" - Rise Against
- "Give It Away" - Red Hot Chili Peppers
- "Go Your Own Way" - Fleetwood Mac
- "Hello There" - Cheap Trick
- "Hungry Like the Wolf" - Duran Duran
- "Story Of My Life" - Social Distortion
- "Kids In America" - The Muffs
- "Lazy Eye" - Silversun Pickups
- "Let There Be Rock" - AC/DC
- "Livin' on a Prayer" - Bon Jovi
- "Lump" - Presidents of the United States of America
- "Man in the Box" - Alice in Chains
- "Master Exploder" - Tenacious D
- "Mountain Song" - Jane's Addiction
- "My Own Worst Enemy" - Lit
- "New Kid in School" - The Donnas
- "Nine in the Affternoon" - Panic at the Disco
- "One Step Closer" - Linkin Park
- "One Way or Another" - Blondie
- "Our Truth" - Lacuna Coil
- "Painkiller" - Judas Priest
- "Panic Attack" - Dream Theater
- "PDA" - Interpol
- "Peace Sells" - Megadeth
- "Pinball Wizard" - The Who
- "Pretend We're Dead" - L7
- "Psycho Killer" - Talking Heads
- "Pump It Up" - Elvis Costello
- "Ramblin' Man" - The Allman Brothers Band
- "Rebel Girl" - Bikini Kill
- "Rock'n Me" - Steve Miller Band
- "Round and Round" - Ratt
- "Shackler's Revenge" - Guns N' Roses
- "Shooting Star" - Bad Company
- "So What'cha Want" - Beastie Boys
- "Souls of Black" - Testament
- "Spirit in the Sky" - Norman Greenbaum
- "Spoonman" - Soundgarden
- "Tangled Up in Blue" - Bob Dylan
- "Teen Age Riot" - Sonic Youth
- "Testify" - Rage Against the Machine
- "That's What You Get" - Paramore
- "The Middle" - Jimmy Eat World
- "The Trees" - Rush
- "Today" - Smashing Pumpkins
- "Uncontrollable Urge" - Devo
- "We Got the Beat" - The Go-Go's
- "Where'd You Go" - The Mighty Mighty Bosstones
- "White Wedding Pt.I" - Billy Idol
- "You Oughta Know" - Alanis Morissette
- "A Jagged Gorgeous Winter" - The Main Drag
- "Conventional Lover" - Speck
- "Get Clean" - Anarchy Club
- "Welcome to the Neighborhood" - Libyans
- "Night Lies" - Bang Camaro
- "Rob the Prez-O-Dent" - That Handsome Devil
- "Shoulder to the Plow" - Breaking Wheel
- "Supreme Girl" - The Sterns
- "Visions" - Abnormality

Bonus Track Pack:
- "Evanescence" - Bring Me to Life
- "Evanescence" - Call Me When You’re Sober
- "Evanescence" - Weight of the World
- "Spinal Tap" - Back from the Dead
- "Spinal Tap" - Rock ‘n’ Roll Nightmare
- "Spinal Tap" - Saucy Jack
- "Spinal Tap" - Warmer Than Hell